# Life Science Alliance
Life Science Alliance è una rivista ad accesso aperto e senza scopo di lucro per le scienze biomediche e le scienze della vita. 
Fu fondata nel 2018 dalla EMBO Press, dalla Rockefeller University Press e dalla Cold Spring Harbor Laboratory Press. È firmataria della Dichiarazione di San Francisco sulla valutazione della ricerca. 
La rivista è diretta dal direttore editoriale Eric Sawey.

## Indicizzazione
Gli abstract e gli articoli della rivista sono indicizzati dai seguenti database bibliografici: Scopus, Web of Science, PubMed Central e Medline. Inoltre, è censita da OASPA, DOAJ, CLOCKSS, COPE, CHORUS, ORCID e Crossref.
Al giugno 2024, la rivista ha ricevuto un fattore di impatto pari a 3,3, rientrando nel primo quartile cui appartiene il 25% delle riviste censite nella sua categoria.